# Атаки в Норвегия (2011)
Атаките в Норвегия са поредица от 2 последователни терористични нападения срещу правителството и политически летен лагер в Норвегия, извършени на 22 юли 2011 г. от крайно десния антиислямист и просемит терорист Андеш Брейвик.
Първото нападение е избухването на кола-бомба в правителствения център на норвежката столица Осло в 15:22, недалеч от канцеларията на норвежкия министър-председател Йенс Столтенберг. Експлозията убива осем души и ранява няколко други. Второто нападение става приблизително два часа по-късно на остров Утьоя в младежки лагер, организиран от младежката организация на управляващата Работническа партия. Въоръжен стрелец, преоблечен като полицай, започва да стреля по лагеруващите там и убива 68 души, в това число лични познати на министър-председателя Йенс Столтенберг в отговор на евентуалната ислямизация на Европа.
Норвежката полиция задържа 32-годишния Андерс Беринг Брейвик във връзка със стрелбата в Утьоя и впоследствие го обвинява за двете нападения.
Европейският съюз, НАТО и други държави по света изразяват своята подкрепа за Норвегия и осъждат атаките.

## Експлозия в Осло
| Карта на областта на експлозията                                                                          |
| --- |
| Сградата на правителството Място на унищожената кола Сградата на Министерството на петрола и енергетиката |

В 13:26 (UTC) (15:26 местно време) на 22 юли 2011 година, в централната част на Осло избухва взрив. Първоначалните репортажи сочат детонирането на кола-бомба, разположена пред няколко административни сгради – сградата, в която се помещава кабинетът на министър-председателя на Норвегия Йенс Столтенберг, сградата на Министерството на петрола и енергетиката и Министерството на финансите. Министър-председателят Столтенберг е невредим след взрива. Министърът на финансите Сигбьорн Йонсен не е пострадал, тъй като в момента на взрива е бил на почивка в Дания. Взривната звукова вълна е чута на разстояние 7 km.
В зоната на експлозията и околните улици се намират множество останки и парчета стъкло от счупени прозорци. Скелетът на избухналата кола е забелязан близо до една от пострадалите сгради. Огромен облак от бял дим, отразен в медиите като резултат от пожар, се издига над сградата на Министерството на петрола и енергетиката. След експлозията, полицията прочиства района и започва търсене на други експлозивни устройства. Полицията приканва към евакуация на централно Осло.

### Жертви
Потвърдени са 8 загинали след експлозията, 11 души са сериозно ранени, а 15 са с леки наранявания. Доктор от университетската болница в Осло съобщава, че повечето наранявания са в областта на главата, гърдите и корема.
Държавният секретар Ханс Кристиан Амундсен заявява, че броят на хората в зоната на експлозията е бил по-малък от обичайния, поради настъпването на летните отпуски. Министър-председателят Йенс Столтенберг не е засегнат от взрива.

### Ефект върху транспорта
Всички пътища, водещи към центъра на Осло, са затворени след експлозията, пазителите на реда евакуират хора от областта и предупреждават гражданите да стоят далеч от централните части и да се въздържат от използването на мобилни телефони поради риск от следващи терористични атаки. Общественият транспорт от и към града е също прекъснат след екплозията на 22 юли.
Полицията претърсва коли, разположени край летището в Осло, но самото летище остава отворено за полети.

## Стрелба в Утьоя
Приблизително час и половина след експлозията в центъра на Осло, въоръжен полицейски служител, по-късно идентифициран като Андерс Беринг Брейвик, пристига на остров Утьоя в езерото, разположено на 40 км северозападно от Осло. На острова по това време на годината се организира палатков лагер на Работническия младежки съюз (РМС) на управляващата Работническа партия. Палатковият лагер се организира всяка година на това място, откакто острова е предоставен на Работническия младежки съюз през август 1950 г.
Когато извършителят пристига на острова той се представя за полицейски служител, който е дошъл да извърши рутинна проверка, заради експлозията в Осло. Той дава сигнал всички да се съберат около него, преди да започне да стреля безразборно с оръжията си, при което убива и ранява много хора. Първо стреля по хората на острова, а после по тези, които се опитват да избягат с плуване от острова. Говорител на Националната дирекция на полицията съобщава, че повечето от жертвите са деца на възраст между 15 и 16 години. Някои от свидетелите на острова се укриват в умивалните и храсталаците, и общуват помежду си с текстови съобщения, за да не издават местоположението си. Стрелбата продължава приблизително около час и половина.
В 17:27 местната полиция научава за стрелбата и две минути по-късно полицията в Осло е уведомена. До 17:38 новрежките специални части са изпратени към Утьоя от техните щабове в Осло. Обаче специалните служби не разполагат с транспортен хеликоптер, който да ги закара направо на острова. Единственият хеликоптер, който е на разположение на полицията в момента на акцията е военен хеликоптер, паркиран на летище на 60 км южно от Осло. Специалните части пристигат до брега на езерото в 18:09, но трябва да изчакат няколко минути лодката, която трябва да ги превози. Когато се качват на борда, лодката почти потъва, тъй като тяхното снаряжение е много тежко и те трябва непрекъснато да изливат вода по време на превозването. Те достигат Утьоя в 18:25 и две минути по-късно арестуват стрелеца.
Когато полицаите пристигат на местопрестъплението, те са посрещнати от оцелели, които уплашени от униформите им, ги молят да не бъдат застрелвани.
Министър-председателят Йенс Столтенберг е планувал посещение на палатковия лагер на остров Утьоя, насрочено за 23 юли 2011 година.

## Реакции
На пресконференция на следващата сутрин след нападенията министър-председателя на Норвегия Йенс Столтенберг и министъра на правосъдието и полицията Кнут Сторбергет правят обръщение към страната. Столтенберг нарича нападенията „национална трагедия“ и най-голямото зверство след Втората световна война. Столтенберг подчертава, че нападенията няма да убият демокрацията в Норвегия, и че подходящият отговор на насилието е „повече демокрация, повече откритост, но не наивност“.
На 24 юли 2011 г. в Норвегия е обявен национален траур. В катедралата в Осло се състои възпоменателна служба, на която присъстват крал Харалд V, кралица Соня, кралското семейство, министър-председателят Йенс Столтенберг и политическият елит на Норвегия. В своята реч, министър-председателят се завръща към това, което би било правилна реакция, с думите: „Никой не може да го каже по-добре отколкото момичето от Работническия младежки съюз, интервюирано от CNN: Ако един човек може да покаже толкова много омраза, помислете колко любов можем да покажем ние, всички заедно.“
Работническият младежки съюз се зарича „да се завърне на Утьоя“ и насърчава Норвегия да продължи своята политика на откритост и толерантност.
Крал Харалд V изпраща своите съболезнования на жертвите и техните семейства, и се обявява за единство.
В 26 юли 2011 г. по обяд скандинавските страни запазват за една минута мълчание, за да почетат жертвите на нападенията. В столицата Осло, която е с население 600 000 души, приблизително 200 000 организират „Поход на розите“.